# 李景遂
李景遂（920年—958年9月17日），中國五代十国時代人物，南唐烈祖李昪的第三子，母宋福金。在南吴时为门下侍郎，南唐建立改封吉王、寿王、燕王、齐王，其兄李璟立他为皇太弟，成为中国历史上最后一个汉人皇太弟。他心中一直惴惴不安，改字退身。958年，在他的一再要求下终于退出储位，被改封晋王、天策上将、江南西道兵马元帅、洪州大都督、太尉、尚书令，李璟另封嫡长子李弘冀为太子。李弘冀不得父亲欢心，他怕父亲重新让叔父取代他的储位。他听说都押衙袁从范的儿子被李景遂杀死，于是买通了袁从范，八月初二庚辰，李景遂打球口渴，喝了袁从范下毒的水就死了，李璟追谥三弟为文成太弟。